# Ana de Saboya (1455-1480)
Ana de Saboya fue la primera esposa del rey Federico IV de Nápoles. A través de su madre Yolanda de Francia, era nieta del rey Carlos VII y María de Anjou.

## Familia y matrimonio
Ana fue la hija mayor de los diez hijos del duque Amadeo IX de Saboya y Yolanda de Francia. Su padre fue una persona religiosa y caritativa qué llego a ser Beato y su madre una mujer de fuerte carácter que llegó a ser la verdadera gobernante de Saboya debido a la epilepsia de su esposo y posteriormente regente durante la minoría de edad de sus hermanos Filiberto y Carlos.
Se casó en el verano de 1479 en Milán, con el entonces príncipe de Tarento, el futuro rey Federico IV de Nápoles el segundo hijo varón de Fernando I de Nápoles. Tuvieron una hija:
- Carlota de Nápoles (febrero de 1480 - 16 de octubre de 1506), se casó en 1500 con Guido XV de Laval, conde de Laval, con quién tuvo hijos.

## Muerte y legado
Ana falleció en marzo de 1480, probablemente al dar a luz o poco después. Fue enterrada en la iglesia de Chambéry. Su esposo se casó en segundas nupcias con Isabel del Balzo, con quien tuvo cinco hijos más. En 1496, dieciséis años después de la muerte de Ana, ascendió al trono como el último rey de Nápoles de la Casa de Trastámara.
Su hija Carlota, fue criada en la corte francesa y en 1496 heredó el título de princesa de Tarento.